# Escherichia
Az Escherichia (kiejtés: [ˌɛʃəˈrɪkiə]) az Enterobacteriaceae családba tartozó Gram-negatív, fakultatívan anaerob, pálcika alakú baktériumok nemzetsége. Azoknál a fajoknál, amelyek a melegvérű állatok gyomor-bél traktusának lakói, az Escherichia fajok biztosítják a mikrobiális eredetű K-vitamin egy részét gazdájuk számára. Számos Escherichia-faj patogén. A nemzetség nevét Theodor Escherichről, az Escherichia coli felfedezőjéről kapta. Az Escherichiák fakultatív aerobok, mind aerob, mind anaerob környezetben képesek szaporodni, optimális hőmérsékletük 37 °C. Az Escherichiák általában az ostoraik segítségével mozognak, fermentálható szénhidrátokból gázt termelnek, nem dekarboxilezik a lizint, és nem hidrolizálják az arginint. A fajok közé tartozik az E. albertii, az E. fergusonii, az E. hermannii, az E. marmotae és legfőképpen a modellszervezet E. coli. A Shimwellia blattae korábban ebbe a nemzetségbe tartozott.

## Patogenitás
Míg sok Escherichia a bélflóra kommenzális tagja, egyes fajok bizonyos törzsei, különösen az E. coli-éi, kórokozók, és jelentős forrásai a húgyúti fertőzéseknek és a gyomor-bélrendszeri betegségeknek – a tünetek az egyszerű hasmenéstől a vérhashoz hasonló állapotokig terjedhetnek –, valamint számos egyéb állapotnak, amelyek általában a vastagbél escherichiosishoz sorolhatók. Bár az E. coli felelős az Escherichiával kapcsolatos betegségek túlnyomó többségéért, a nemzetség más tagjai is szerepet játszanak az emberi betegségekben.

## Fordítás
Ez a szócikk részben vagy egészben  az   Escherichia című angol Wikipédia-szócikk ezen változatának fordításán alapul.  Az eredeti cikk szerkesztőit annak laptörténete sorolja fel. Ez a jelzés csupán a megfogalmazás eredetét és a szerzői jogokat jelzi, nem szolgál a cikkben szereplő információk forrásmegjelöléseként.